# Stilbe serrulata
Stilbe serrulata är en tvåhjärtbladig växtart som först beskrevs av Ferdinand von Hochstetter, och fick sitt nu gällande namn av J. P Rourke. Stilbe serrulata ingår i släktet Stilbe och familjen Stilbaceae. Inga underarter finns listade i Catalogue of Life.